# Atletica leggera ai Giochi della X Olimpiade - Lancio del disco femminile

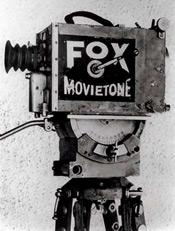
Video della Finale (la gara è mostrata dal minuto 5'00" al minuto 5'30. Dopo la vittoria, parla la vincitrice)

La competizione del lancio del disco femminile di atletica leggera ai Giochi della X Olimpiade si tenne il giorno 2 agosto 1932 al Memorial Coliseum di Los Angeles.

## L'eccellenza mondiale
| Record olimpico: 1928              | 39,62 | Halina Konopacka | Assente  |
| Vincitrice dei III Giochi mondiali | 36,80 | Halina Konopacka | Assente  |
| Record mondiale: 19 giugno         | 42,43 | Jadwiga Wajs     | Presente |
| Vincitrice delle selezioni USA     | 40,56 | Ruth Osburn      | Presente |

## Risultati

### Turno di qualificazione
Le nove lanciatrici iscritte sono ammesse direttamente alla finale.

### Finale
Ruth Osburn (USA) apre con un lancio di 40,12 metri e conduce in testa tutta la gara. All'ultimo turno l'atleta di casa (aveva frequentato il college a Los Angeles), Lillian Copeland le soffia l'oro con un lancio-record da ferma a 40,58 metri.
| Pos. | Atleta                 | Età | Nazione     | Misura |
| ---- | ---------------------- | --- | ----------- | ------ |
| 1    | Lillian Copeland       | 27  | Stati Uniti | 40,58  |
| 2    | Ruth Osburn            | 20  | Stati Uniti | 40,12  |
| 3    | Jadwiga Wajs           | 20  | Polonia     | 38,74  |
| 4    | Tilly Fleischer        | 20  | Germania    | 36,12  |
| 5    | Grete Heublein         | 24  | Germania    | 34,66  |
| 6    | Stanisława Walasiewicz | 21  | Polonia     | 33,60  |
| 7    | Mitsue Ishizu          | 18  | Giappone    | 33,52  |
| 8    | Ellen Braumüller       | 21  | Germania    | 33,15  |
| 9    | Margaret Jenkins       | 29  | Stati Uniti | 30,22  |